# Metapolycope echinata
Metapolycope echinata is een mosselkreeftjessoort uit de familie van de Polycopidae. De wetenschappelijke naam van de soort is voor het eerst geldig gepubliceerd in 1981 door Chavtur.